# 386

## Úmrtí
- ? – Wang Sien-č’, čínský kaligraf (* 344)

## Hlavy států
- Papež – Siricius (384–399)
- Římská říše – Theodosius I. (východ) (379–395), Valentinianus II. (západ) (375–392)
- Perská říše – Šápúr III. (383–388)